# بندقية بور

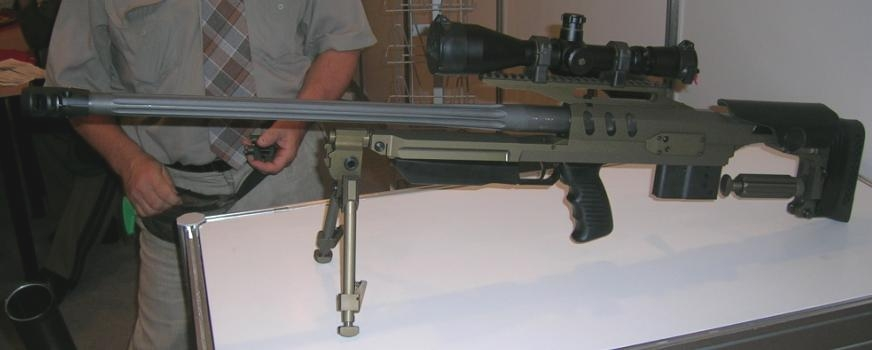
بندقية قنص بور مزودة ناظور

بندقية بور بندقية قنص بولندية، صممت عام 2005م من قبل المهندس الكسندر لوزيتشا (Aleksander Leżucha,)، أنتجت عام 2006م، وأدخلت في الخدمة عام 2007 م.
مواصفات
الوزن 6.1 كجم .
طول 1،038 ملم.